# ルネ・クルヴェル
ルネ・クルヴェル（René Crevel、1900年8月10日 - 1935年6月18日）はフランスの詩人、作家。ダダイスト、シュルレアリスト。催眠実験などシュルレアリスムの活動において重要な役割を果たす一方、1927年にフランス共産党に入党し、1932年3月に国際革命作家同盟のフランス支部として結成された革命作家芸術家協会の反植民地主義、反戦、反ファシズムの運動に参加した。左傾化したシュルレアリストが最終的に共産主義者と決裂した後も、最後まで両者の連携のために尽力した。

## 生涯

### 背景・教育
ルネ・クルヴェルは1900年8月10日、パリ10区サン＝ドニ門に近いエシキエ通りに生まれた。父ウジェーヌ・ポール・クルヴェルは楽譜の印刷屋で、主に大衆歌謡の楽譜を印刷していたが、1914年に自殺した。動機は不明であった。最も理解を示した最も敬愛する父の死を目撃した14歳のルネは、生涯にわたって深いトラウマ、自殺に対する強迫観念を抱くことになった。彼は後に『ぼくの肉体とぼく』に、父の自殺は、彼の「フォルマシオン（教育）とデフォルマシオン」にとって「後のどのような愛や憎しみの試練をも超えるものであった」と書いている。   
クルヴェルはブルジョワ・カトリックの教育を受けた。彼はその狭量さと陰鬱さ、さらには家族、権力、軍隊、教会といったブルジョワ・カトリック社会の価値観を批判し、共産主義に傾倒することになる。   
大規模なグランゼコール準備級があることで知られるリセ・ジャンソン＝ド＝サイイに学び、在籍中に後の映画監督マルク・アレグレと知り合った。1917年にフランス語の作文で特別賞を得てソルボンヌ大学に入学。文学と法学を専攻し、百科全書派のディドロに関する博士論文を執筆し始めた。ディドロに関する研究は、1932年にシュルレアリスム出版社（Éditions surréalistes）から『ディドロのクラヴサン』として刊行された。   

### ダダイスム
1921年に徴兵され、服務中に作家マルセル・アルラン、ジャック・バロン、マックス・モリーズ、ジョルジュ・ランブール、ロジェ・ヴィトラックと出会い、月刊雑誌『アヴァンチュール（Aventure、冒険）』を創刊し、主幹を務めた。わずか3号で翌1922年に終刊となったが、アンドレ・ブルトン、ルイ・アラゴン、トリスタン・ツァラ、ジャン・コクトーらも寄稿した。   
クルヴェルは引き続きツァラ、ブルトンを中心とするダダイスムの運動に参加した。後にシュルレアリスムの運動を率いることになるブルトンらはすでに1919年に自動記述を試み、この結果をブルトン、アラゴン、スーポーが創刊した「反文学」の文学雑誌『リテラチュール（文学）』に「磁場」として発表していた。1922年9月にクルヴェルはシュルレアリスムのもう一つの重要な試みとなる催眠実験を提案した。クルヴェルのほか、バンジャマン・ペレとロベール・デスノスが被験者になり、他の参加者（ブルトン、ポール・エリュアール、マックス・エルンスト、マックス・モリーズ、フランシス・ピカビア）が催眠状態にある彼らに質問した。クルヴェルの回答は口頭弁論のようなものであった。目覚めたとき、クルヴェルは語ったことについて何も覚えていなかった。テーブルをひっかくようなしぐさをしたことを指摘すると、書きたい気持ちの現れかもしれないと言った。この催眠実験は「霊媒の登場」として『リテラチュール』誌第2シリーズ第6号（1922年11月）に掲載された。だが、この後、催眠実験を繰り返しているうちに、クルヴェルは催眠状態で自殺を企てるようになり、デスノスはナイフを持って参加者に襲いかかるなど自他ともに危険な状況になり、実験を打ち切らざるを得なくなった。   
一方、すでに1921年頃からダダイスムの運動内部においてツァラとブルトンの対立が露わになっていた。クルヴェルはピエール・ド・マッソらとともにツァラ派であった。決裂が決定的なものとなったのは、1923年7月6日にミシェル劇場で行われた「髭の生えた心臓の夕べ」においてであった。ツァラの演劇『ガス心臓』が上演されたこの夕べには、ブルトン派（エリュアール、アラゴン、ペレ、デスノス）も参加していた。第1部の最後にマッソが既存の文学・芸術的価値をすべて破壊するという趣旨の宣言を読み上げた。ところが、マッソが「ジッドは死んだ、ピカソは死んだ」という箇所を読んだとき、友人のピカソを侮辱したことに腹を立てたブルトンが舞台に飛び上がってマッソに殴りかかった。エリュアールはツァラとクルヴェルに平手打ちを食らわせた。挙句は警察を呼ぶ騒ぎになり、パリ警視庁の命令で第2部の上演は取り消しとなった。ダダイスムもシュルレアリスムも既存の秩序や価値を破壊するという点では共通する運動であったが、根本的に、すべてを無意味とするダダイストと、従来無意味とされてきた無意識や夢に新たな価値を見出し、これを表現しようとしたシュルレアリストは思想的に対立し、以後、ダダと決裂したシュルレアリストの活動が本格的に開始されることになった。   

ツァラ派であったクルヴェルは、1924年のブルトンの「シュルレアリスム宣言」および機関誌『シュルレアリスム革命』の創刊には参加せず、それどころか、シュルレアリスム宣言の2週間前に、チューリッヒでツァラと親しかった詩人イヴァン・ゴルが創刊した『シュルレアリスム』誌に参加してブルトンとの対立を際立たせることになった。『シュルレアリスム』誌創刊号には、ギヨーム・アポリネール、マルセル・アルラン、ピエール・アルベール＝ビロ、ピエール・ルヴェルディ、ポール・デルメのほか、キュビスムの画家ロベール・ドローネーらも寄稿していたが、「シュルレアリスム」という言葉の使用をめぐってブルトンとゴルの間に対立が生じ、結局、ゴルは『シュルレアリスム』誌を撤回せざるを得なくなった。   
クルヴェルは以後、文芸雑誌ヌーヴェル・リテラチュールの編集事務局を務め、『ディスク・ヴェール（Le Disque vert、緑の円盤）』誌（1922年創刊、1955年終刊）、『フイユ・リーブル（Les Feuilles libres、ルーズリーフ）』誌（1918-1928）、『欧州評論（La Revue européenne）』誌（第1シリーズ：1923-1926）、『モンパルナス（Montparnasse）』誌（1922-1926）などに詩や評論を寄稿した。評論は「マックス・ジャコブの日常的神秘性」、「ありがとう、ジョルジョ・デ・キリコ」、「衛生学的錬金術のフロイト」（いずれも『ディスク・ヴェール』誌掲載）など、シュルレアリストと思想的基盤を共有するものであった。

### シュルレアリスム
『シュルレアリスム革命』誌第2号の自殺に関する対談（質疑応答）に参加したのを機に、再びブルトンらと活動を共にするようになり、同誌に寄稿するほか、シュルレアリスムの小冊子にも参加した。たとえば、アントナン・アルトーが執筆した「宣言」（1925年1月27日）は、「シュルレアリスムは新しい表現方法やより安易な表現方法ではなく、詩の形而上学でもない。シュルレアリスムは精神および精神に関わるものの完全な解放である。シュルレアリスムは詩形式ではなく、精神の叫びである」と訴える一種のシュルレアリスム宣言であるが、これには『シュルレアリスム革命』誌の主な寄稿者全員が署名しており、そこにはクルヴェルも含まれている。同じ年に配布されたポール・クローデル宛の公開状の署名者も同様である。これは、当時、駐日フランス大使であったクローデルが『コメディア』紙の質問に答えて、「シュルレアリストの文学活動は真の意味での創造をもたらすものではなく、〈男色的な意味しかもたない〉」と批判したことに対する抗議文であり、「われわれは全力をあげて、革命、戦争、植民地の反乱などが、この西欧文明をやがて根絶することを望んでいる。あなたは東洋までこの文明の害虫を防ぎに行くが、われわれはこの文明の破壊を精神にとってもっとも受け入れやすい事態として呼び求めているのである。… われわれにとっては調和も偉大な芸術も存在しないであろう。すでにはるか以前から美の理念は硬直しているのだ。… われわれにとって救いはどこにも存在しない」と、クローデルの外交官としての立場やカトリック信仰を批判しながら、シュルレアリストの思想的立場を明確に表明している。   
この頃にはまた、アンリ・バルビュスが1919年に発表した『クラルテ』を契機として共産主義知識人らが起こした国際的な反戦平和運動の機関誌『クラルテ』の編集委員とシュルレアリストとの間に協力関係が生まれ、シュルレアリストが『クラルテ』誌に寄稿し始めた。とりわけフランスが1925年7月にリーフ共和国に宣戦布告してモロッコに侵攻する（リーフ戦争）と、バルビュスが反戦を呼びかけ、これに賛同したシュルレアリストと『クラルテ』誌の共産主義者が「まず革命を、そして常に革命を」と題するリーフ戦争反対声明に共同署名し、この声明文がまずは共産党の機関紙『リュマニテ』紙に、次いで10月15日に『クラルテ』誌と『シュルレアリスム革命』誌第5号に同時に掲載された。   
『シュルレアリスム革命』誌はこれまでピエール・ナヴィルとバンジャマン・ペレが共同で編集していたが、この第5号からブルトンが一人で編集長を務めることになり、1927年にアラゴン、エリュアール、ブルトン、ペレ、クルヴェルはフランス共産党に入党した。以後、シュルレアリスムの左傾化に伴って、脱会する者、ブルトンに除名される者が少なくなかった。『シュルレアリスム革命』誌は、新たにルネ・シャール、カミーユ・ゲーマンス、ルイス・ブニュエル、サルバドール・ダリ、ルネ・マグリット、ジョルジュ・サドゥール、ジャック・リゴー、フランシス・ピカビアらが参加し、ブルトンの「シュルレアリスム第二宣言」が掲載された1929年12月の第12号をもって終刊となり、翌1930年7月に後続誌『革命に奉仕するシュルレアリスム』が創刊された（1933年6月の第6号をもって終刊）。

### 反帝国主義、反戦、反ファシズムの運動
クルヴェルは「シュルレアリスム第二宣言」以降ブルトンを支持し続ける一方、ブルトン以上に積極的に共産党の活動、特に反帝国主義、反戦・反ファシズムの運動に参加した。1931年5月から11月までポルト・ドレ宮で植民地博覧会が開催されたときに、共産党がこれに抗議して「植民地の真実」と題する「反帝国主義博覧会」を開催すると、これと連動して共産党員5人を中心とするシュルレアリストが「植民地博覧会へ行ってはならない」と訴える小冊子を配布した。一方、1932年3月に国際革命作家同盟のフランス支部「革命作家芸術家協会」が結成され、8月にはにバルビュスとロマン・ロランが呼びかけ、アムステルダムで開催された反帝国主義戦争国際会議、およびこの会議に参加した知識人がパリのサル・プレイエルを拠点とする反ファシズム労働者運動に合流して結成した反戦・反ファシズムのアムステルダム＝プレイエル運動へとつながっていった。ここでも中心的な役割を果たしたのは共産党であったが、一方で、クルヴェル、シャール、ブルトン、エリュアール、ペレは、「反戦のための動員は平和ではない」とするパンフレットを配布し、ナチズムの脅威を前にしてもなお、非戦を貫こうとする平和主義者を批判した。さらに、1933年1月30日にヒトラー内閣が成立すると、革命作家芸術家協会が、共産主義インターナショナルの指示を受けて、これに抗議する運動を起こした。クルヴェルはエリュアールとともにこの運動に参加し、3月21日の反ナチズムを訴えるデモを支持した。   

### シュルレアリスムと共産主義の決裂
翌1934年には1934年2月6日の危機を受けて3月5日に反ファシズム知識人監視委員会が結成された。これにはクルヴェル、ブルトン、ペレらが名を連ねているが、この頃にはシュルレアリストと共産党員との決裂が決定的なものとなり、シュルレアリストはもはや共産党主導の運動に積極的に関わっていない。契機となったのは、1931年に『革命に奉仕するシュルレアリスム』誌に掲載されたダリの絵《夢想》が『リュマニテ』紙でポルノ的であると批判されたこと、さらに、1933年の同紙上で哲学者フェルディナン・アルキエが共産主義を「ソ連から吹いてくる組織的な低能化の風」と批判したことであった。この結果、同年、アルキエを支持したブルトンとエリュアールが革命作家芸術家協会から除名され、次いで共産党からも除名されることになった。クルヴェルはブルトンを支持して共産党を離党したが、数か月後には再び入党し、党の活動、特に革命作家芸術家協会の活動、反ファシズムの運動、レフ・トロツキーのフランスからの追放に反対する運動、1933年3月3日に逮捕されたドイツ共産党のエルンスト・テールマンおよびドイツの反ファシストの釈放を求める運動、ドイツからの亡命者を支援する活動などに参加した。   

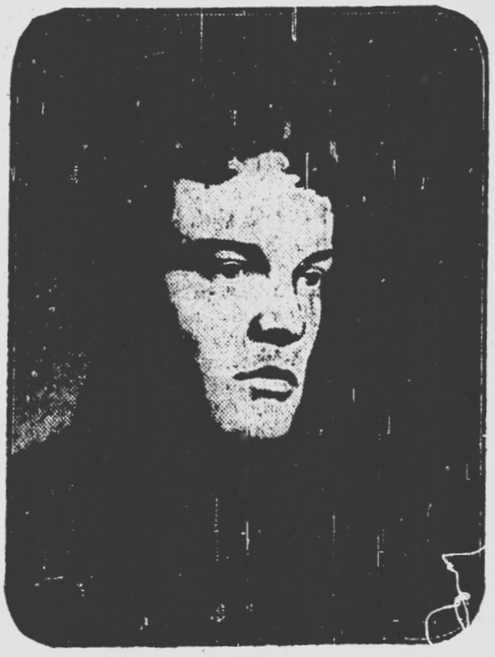
ルネ・クルヴェル、1933年

また、1933年にアラゴンが編集事務局を務めていた革命作家芸術家協会の機関誌『コミューン』など共産党の機関誌や共産党系の雑誌に寄稿し、アラゴンが事務局長を務める文化会館（革命作家芸術家協会以外の人民戦線の様々な文化団体が参加）でソ連の未公開の映画を紹介したり、革命作家芸術家協会の写真部門が主催した会議で「糾弾する写真」と題する講演を行ったりした。文化会館の主催でドイツの反ナチズムの写真家ジョン・ハートフィールドの展覧会が行われたときには絵画に関する講演を行い、この原稿も『コミューン』誌に掲載された。とはいえ、クルヴェルはアラゴンのように社会主義リアリズムに傾倒することはなかった。アラゴンは1930年にハルキウ（ハリコフ）で開催された国際革命作家同盟の大会（ハリコフ会議）にシュルレアリストを代表して参加したことを機に左傾化しシュルレアリストらから批判され（アラゴン事件）、運動を離れて共産党員として活動していたが、最後までシュルレアリストと共産主義者の連帯を願っていたクルヴェルは、それだけに一層苦しい状況に追い込まれた。   

### 葛藤
そのうえ、1926年に肺結核を患ってからしばしばサナトリウムに滞在し、治療や手術を受けていた。療養中にドイツの作家トーマス・マンの息子で同じく作家のクラウス・マンや作家カール・シュテルンハイムの娘で父やクラウス・マンの演劇の舞台芸術・衣装を手がけていたモプサ・シュテルンハイムと出会った。モプサと彼女の愛人でシュルレアリスムの画家のルドルフ・カール・フォン・リッパーのもとに身を寄せていた時期には、カール・フォン・リッパーが入手した麻薬を使っていた。没後60年以上経ってから刊行された『モプサ宛の書簡』には、「麻薬や酒や悪徳。これらはすべて自己欺瞞に使うものであって、大嫌いだ。全身全霊、真っ向から人生に飛び込まなければならない。複雑な性的・心理的問題は嫌になる。こういうのは麻薬と同じで恐ろしい空虚を覆い隠すものであって、欺瞞だからだ」と、生きる意志の強さと葛藤が伺われる。   

### 文化擁護国際作家会議
1935年6月21日から25日までパリで第1回文化擁護国際作家会議が開催された。ファシズムから文化を守ることを目的としたこの会議はアラゴンが事務局を務め、フランスのアンドレ・マルロー、アンドレ・ジッド、アンリ・バルビュス、ロマン・ロラン、ジャン・ゲーノ、ポール・ニザンら、ソ連のイリヤ・エレンブルグ、イサーク・バーベリ、マクシム・ゴーリキーら、ドイツのハインリヒ・マン、ベルトルト・ブレヒト、アンナ・ゼーガース、英国のオルダス・ハクスリー、E・M・フォースター、ジョージ・バーナード・ショーらをはじめとし、世界38か国から230人の作家が参加した。シュルレアリストと共産主義者の対立というこれまでの経緯から、この会議へのシュルレアリストの参加については批判があったが、最終的には参加が認められた。ところが、ソ連代表のエレンブルグがシュルレアリストを「腐りかけて食べ頃になったジビエ」と表現し、女衒やジゴロ扱いしたことに腹を立てたブルトンがエレンブルグを殴り、シュルレアリスト全員の参加が取り消されることになった。これは、シュルレアリストと共産主義者の連携を常に模索していたクルヴェルには耐え難いことであり、主催者側にこのような決定を取り消すよう必死に訴えたが、エレンブルグは一歩も譲らなかった。そのうえ、主催者会議が行われた6月17日（開会日の4日前）、クルヴェルは、検査の結果、結核が悪化したのを知った。一層絶望を深めた彼は、夜、自殺を図り、34歳の若さで死去した。この死に衝撃を受けた主催者らは、エリュアールがブルトンの代理として会議に参加し、最終日の最後にブルトンの演説原稿を読むことのみ許可した。   

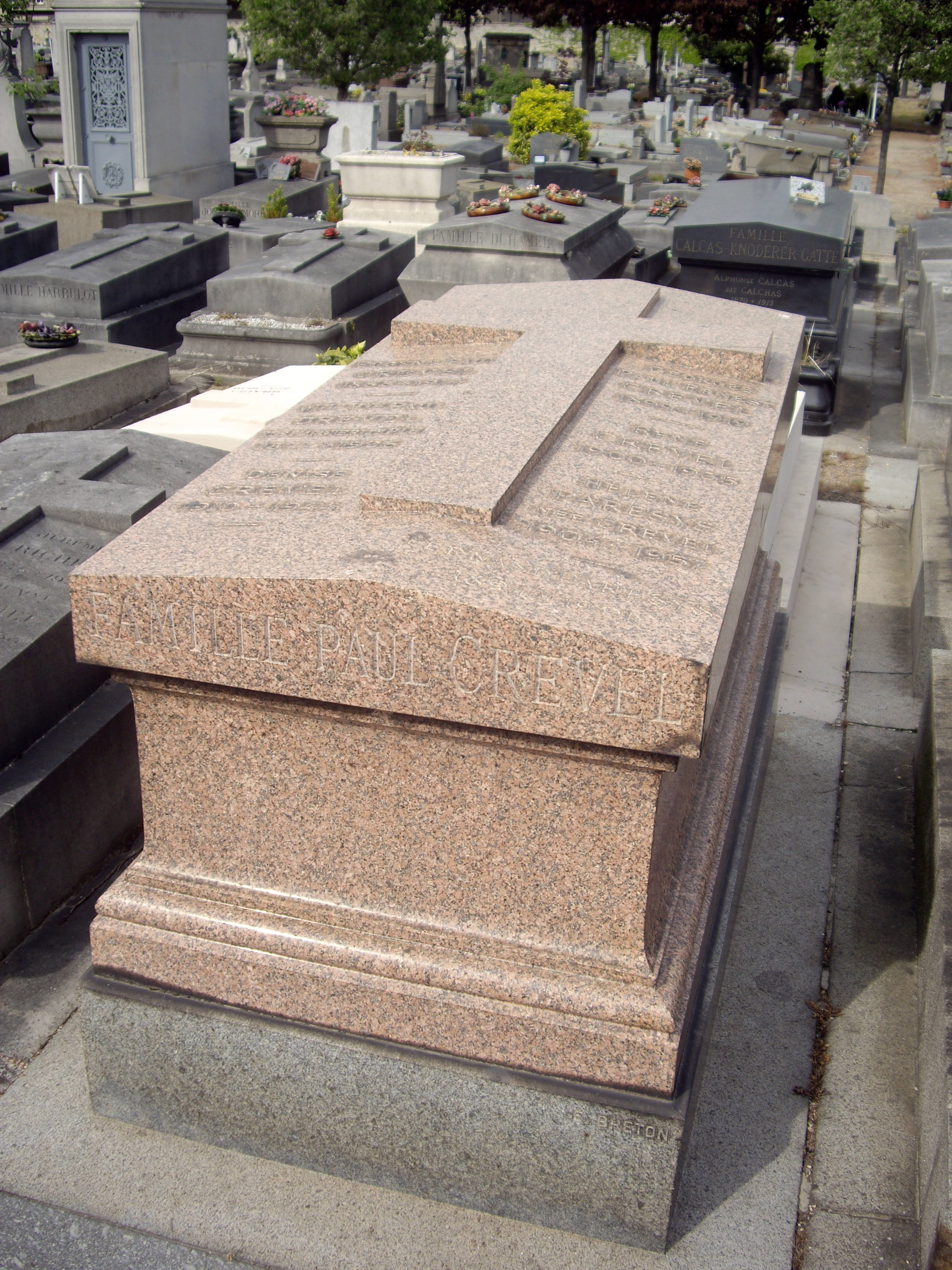
モンルージュ墓地のルネ・クルヴェルの墓（家墓）

6月22日に追悼式が行われ、クルヴェルが『コミューン』誌に発表した講演原稿「個人と社会」が読み上げられた。   
モンルージュ墓地に眠る。   
クルヴェルの死に深く心を痛めたルネ・シャールは数年後に、彼の死以降クルヴェルの残した作品を読むことができなくなったとし、「彼はそのあまりにも美しい性格を最も多く、しかも真っ先に他人に与えた男だ。彼は共有するのでなく、自ら与えるばかりであった」と述懐している。   

## 著書
初版のみ示す。
- 『迂回路』Détours, Gallimard, Nouvelle Revue Française (NRF), 1924
- 『ぼくの肉体とぼく』Mon corps et moi, Éditions du Sagittaire/Simon Kra, 1925
  - 『ぼくの肉体とぼく』三好郁朗訳、雪華社、1985年。
- 『困難な死』La Mort difficile, Éditions du Sagittaire/Simon Kra, 1926
- 『バビロン』Babylone, Éditions du Sagittaire/Simon Kra, 1927
- 『理性に反抗する精神』L'Esprit contre la raison, Les Cahiers du Sud, 1928
- 『おまえたちは狂人か』Êtes-vous fous ?, Gallimard, NRF, 1929
  - 『おまえたちは狂人か』鈴木大悟訳、風濤社（シュルレアリスムの本棚）2016年。
- 『レネー・シンテニス（ドイツ語版）』Gallimard, NRF, 1930
- 『パウル・クレー』Paul Klee, Gallimard, NRF, 1930
- 『ダリ、あるいは反蒙昧主義』Dalí ou l'anti-obscurantisme, Éditions surréalistes, 1931
- 『ディドロのクラヴサン』Le Clavecin de Diderot, Éditions surréalistes, 1932
- 『皿に突っ込んだ足』Les Pieds dans le plat, Éditions du Sagittaire, 1932
- 『壊れた小説』Le Roman cassé, Éditions Pauvert, 1989
- 『モプサ宛の書簡』Lettres à Mopsa, Éditions Paris-Méditerranée, 1997
- 『雄弁、それだけでは不十分』Elle ne suffit pas l'éloquence, Éditions Les Hauts-Fonds, 2010
- 『未刊の書籍、テクスト』Les Inédits. Lettres, textes, Le Seuil, 2013
- 『アラベル宛の書簡、他のテクスト』Lettre pour Arabelle et autres textes, Éditions Marguerite Waknine, 2013
- 『全集』Œuvres complètes, Éditions du Sandre, 2014（全2巻）
- 『思慮分別は難しくない』La sagesse n'est pas difficile, Éditions de la Nerthe, 2016（書簡）

## 関連文献
- 鈴木大悟『ルネ・クルヴェル ― ちりぢりの生』水声社（シュルレアリスムの25時）2011年